# Náměstek
Náměstek je člověk trvale ustanovený určité osobě, která jako např. ředitel řídí nějaký správní úřad, jinou instituci nebo obchodní závod, jako její zástupce zejména pro případy její nepřítomnosti. Jednotliví náměstci zpravidla mezi sebou mají rozdělenu působnost (například ekonomický náměstek, provozní náměstek) a řídí tomu odpovídající organizační útvar. Někdy se zvlášť rozlišuje první náměstek, jenž má privilegované postavení vůči ostatním náměstkům.
V České republice se, kromě zvláštního náměstka pro státní službu, na ministerské úrovni podle zákona o státní službě dříve (do roku 2022) rozlišovali odborní náměstci pro řízení sekcí a političtí náměstci členů vlády, které mohl mít každý ministr maximálně dva. Od roku 2023 se zákonem č. 384/2022 Sb. odborní náměstci pro řízení sekce stali vrchním řediteli sekce a stanovilo se, že politických náměstků může mít člen vlády již neomezeně.